# Vännacka
Vännacka är en by i Karlanda socken i Årjängs kommun i Värmland.
I Vännacka fanns mellan 1927 och 1985 en järnvägsstation med mötesspår och utlastningskaj. Mellan 1927 och 1952 drevs järnvägen av DVVJ (Dal Västra Värmlands Järnväg) och från 1952 av Statens Järnvägar (SJ). I Vännacka fanns även ett sågverk och ett mobiliseringsförråd. Till 1998 en Ica-affär med bränsleförsäljning. I Vännacka fanns fram till 1960-talet en filial till Wermlands Enskilda bank samt en filial till ”Centralföreningen” (nuvarande Lantmännen). 
Idag finns i stort sett, förutom ett antal privatbostäder och gårdar, bara skola och en idrottsplats med elljusspår i Vännacka.

## Namnet
Namnet Vännacka kommer sig av att det är en vattendelare där vattnet ”vänder”.  Strax söder om Vännacka rinner vattnet alltså söderut medan det strax norr om orten rinner norrut.

## Händelse
Kl 15:00 den 24 juli 1943 nödlandade, på en mosse intill Vännacka järnvägsstation, en amerikansk Boeing B-17F - Flygande fästningen Georgia Rebel. Planet hade skadats vid ett anfall mot aluminium- och magnesiumfabrikerna på Herøya i Norge. Planet och besättningen var efter omständigheterna relativt oskadda och omhändertogs av militär och lokalbefolkning. Planet monterades ner och fraktades iväg på järnväg.